# Saint-Julien-les-Martigues
Pour les articles homonymes, voir Saint-Julien.
Saint-Julien-les-Martigues est un village faisant partie de la commune de Martigues à 5 km du centre ville, entre Sausset-les-Pins et Martigues même, dans le département des Bouches-du-Rhône. 
Ce village compte approximativement 1200 habitants, dont le gentilé est les Martégaux.

## Géographie
| Martigues   |                            | Châteauneuf-les-Martigues |
|             | Saint-Julien-les-Martigues | Ensuès-la-Redonne         |
| La Couronne | Sausset-les-Pins           | Carry-le-Rouet            |

## Histoire
Des vestiges gallo-romain attestent d'un très ancien peuplement dans cette zone entre la mer et les étangs. La chapelle de Saint Julien a été construite au Ier siècle apr. J.-C. à l'emplacement d'un ancien mausolée. Un bas-relief rappelle les fondateurs d'un vaste domaine agricole qui a été occupé jusqu'au VIe siècle apr. J.-C.

## Infrastructures
Saint-Julien-les-Martigues est doté d’une maison communale (la maison pour tous) qui comporte une annexe de la mairie, le bar du Cercle privé et une salle des fêtes. Ce lieu est également le siège des diverses associations culturelles, récréatives et sportives du village. Le Comité des fêtes organise la fête votive le dernier week-end du mois d'août chaque année. 
Le stade de football se trouve sur ce site, des jeunes équipes du RC Saint-Julien-les-Martigues y disputent un championnat loisir.

## Économie
Le village possède quelques infrastructures agricoles dont la plus connue est la coopérative vinicole La Venise Provençale créée en 1960) et qui produit un vin classé AOC, le  Coteaux d'Aix-en-Provence.